# Settimana europea per la riduzione dei rifiuti
La settimana europea per la riduzione dei rifiuti (SERR) è un'iniziativa di sensibilizzazione sul tema della riduzione dei rifiuti nata nell'ambito del programma LIFE+ (Settore informazione e comunicazione) della Commissione europea. Consiste in un'elaborata campagna di comunicazione ambientale che si concentra nell'arco di una settimana e che incoraggia cittadini, enti pubblici, associazioni e imprese a proporre, mettere in atto e divulgare azioni concrete e buone pratiche per la riduzione dei rifiuti. Le azioni ritenute più meritevoli, una per ogni categoria di action developer (enti pubblici, associazioni e ONG, imprese, scuole, altro) vengono poi premiate nel corso della cerimonia europea di premiazione per la riduzione dei rifiuti che si svolge a Bruxelles.
La SERR si propone non solo di contribuire concretamente alla riduzione della quantità di rifiuti prodotti, ma anche di portare la problematica dei rifiuti all'attenzione del pubblico e di accrescere la consapevolezza dei cittadini in merito alle possibili strategie di riduzione e alle politiche europee e nazionali messe in campo a tale scopo . A questo proposito l’Unione europea stabilisce un ordine di priorità noto come gerarchia dei rifiuti da applicare in sede di definizione di eventuali misure di prevenzione e gestione dei rifiuti. La SERR fa propria tale gerarchia attraverso il principio delle “3 R” il quale indica nella riduzione dei rifiuti alla fonte la strategia prioritaria, seguita dal riutilizzo dei prodotti e infine dal riciclo quale ultima opzione .

## Edizioni
La SERR è stata lanciata per la prima volta nel 2009 come parte di un programma LIFE+ della Commissione europea della durata di tre anni. Le prime tre edizioni della SERR sono quindi state finanziate nell'ambito di uno stesso progetto che ne ha definito le seguenti tematiche comuni: “troppi rifiuti”, “miglior produzione”, “miglior consumo”, “lunga vita ai prodotti”, “meno rifiuti” . Alla luce del successo delle edizioni precedenti il comitato promotore della SERR decise di organizzare una quarta edizione nel 2012 al di fuori del Programma LIFE+, edizione che riprese i temi già trattati nelle tre precedenti . Le successive quattro edizioni (2013-2016) sono invece state supportate da un nuovo programma LIFE+, della durata, questa volta, di quattro anni il quale verte sui seguenti focus: “riduzione dei rifiuti”, “riutilizzo dei prodotti”, “riciclo dei materiali”, “clean-up” . La programmazione 2013-2016 include inoltre le seguenti novità  : 
- Prevention Thematic Days. Coerentemente con il principio della gerarchia dei rifiuti, si è deciso di riservare, all’interno della SERR, un apposito spazio al tema della prevenzione. Sono quindi stati istituiti quattro Prevention Thematic Days, uno per edizione, intorno ai seguenti temi: riuso (edizione 2013), spreco di cibo (edizione 2014), dematerializzazione (edizione 2015), rifiuti da imballaggio (edizione 2016)[9];
- European Clean-Up Day. Per ridurre l'abbandono di rifiuti in natura e dare visibilità al tema, la SERR coordina una giornata di pulizia europea annuale(European Clean-Up Day) chiamata Let's Clean Up Europe[10];
- linee guida sulle migliori pratiche e strumenti di comunicazione per target-group specifici
- introduzione di una nuova categoria di action developer: i cittadini

Il numero complessivo di azioni registrate è passato da 2.672 nel 2009 a 12.035 nel 2015, registrando una crescita pressoché costante.

### Edizione 2009
La SERR è stata lanciata per la prima volta nel 2009 nella settimana dal 21 al 29 novembre con la partecipazione di 20 autorità pubbliche di 13 nazioni europee. Francia, Irlanda, Estonia, Italia, Portogallo, Svezia e Andorra hanno partecipato a titolo nazionale. A queste si aggiungono alcune autorità regionali e locali di Regno Unito (Scozia, Galles, Est dell'Inghilterra e la città di Belfast), Belgio (Regione di Bruxelles-Capitale, Fiandre, Vallonia) e Spagna (Catalogna, Isole Baleari, Navarra, la provincia basca di Gipuzkoa e la città di Valencia). Oltre a queste unità territoriali, molte azioni sono state portate avanti a livello di singola organizzazione (in assenza cioè di un coordinamento a livello nazionale) da action developer situati nei seguenti Paesi: Finlandia, Malta, Serbia, Spagna e Regno Unito. La totalità delle azioni validate a livello europeo in questa edizione è stata di 2.672 . Nei giorni 24 e 25 novembre 2009 si è tenuta a Gerona la Conferenza Internazionale sulla Riduzione dei Rifiuti con l’obiettivo di facilitare lo scambio di buone pratiche di prevenzione dei rifiuti a livello comunitario .

### Edizione 2010
L’edizione 2010 della SERR (20-28 novembre) ha coinvolto 22 nazioni europee (ai Paesi che già avevano partecipato all’edizione 2009 si aggiungono Danimarca, Germania, Slovenia, Austria, Cipro, Grecia, Lituania, Norvegia e Svizzera) e 2 sudamericane (la Repubblica Dominicana e la regione brasiliana di Minas Gerais) per un totale di 4.346 azioni . L’apertura di questa edizione della SERR è stata celebrata con il Batucamob, un flashmob svoltosi contemporaneamente in diverse città europee .

### Edizione 2011[13]
Anche l'edizione 2011 della SERR (19-27 novembre) ha coinvolto sia nazioni europee che extra-europee per un totale di 32 Paesi. Andorra, Danimarca, Estonia, Finlandia, Francia, Germania, Irlanda, Italia, Malta, Portogallo, Slovenia e Svezia, Paesi Bassi e Repubblica Dominicana hanno partecipato a titolo nazionale. L'iniziativa ha poi interessato alcune autorità locali e regionali di Belgio (Regione di Bruxelles-Capitale, Fiandre, Vallonia), Spagna (Catalogna, Asturie, Paesi Baschi, Navarra, e la città di Valencia), Regno Unito (Scozia, Galles, Irlanda del Nord, le contee di Buckinghamshire e Oxfordshire e le città di Londra, Belfast e Warrington), Austria (Stiria), Portogallo (Grande Porto), Bosnia ed Erzegovina (Cantone di Sarajevo), Brasile (Minas Gerais). Altre azioni sono state organizzate in Paesi privi di un coordinamento nazionale fra i quali Grecia, Ungheria, Norvegia, Romania, Polonia e Turchia. Il totale delle azioni registrate ammonta a 7.035. Il carattere europeo della SERR è stato rinforzato in questa edizione dall'introduzione di azioni comuni a livello europeo sui seguenti temi: riduzione dei rifiuti in carta e cartone, riduzione dello spreco di cibo, riparazione e riuso, riduzione degli imballaggi e Clean Up Days, volti, questi ultimi a porre l'accento sul problema dell'abbandono indiscriminato di rifiuti. La quantità di rifiuti evitati grazie a queste azioni comuni è stata poi misurata e quindi resa pubblica.

### Edizione 2012[7]
L'edizione 2012 della SERR (17-25 novembre) conta 10.793 azioni in 27 nazioni europee ed extraeuropee. Hanno partecipato a titolo nazionale i seguenti Paesi: Andorra, Bulgaria, Danimarca, Estonia, Finlandia, Francia, Germania, Irlanda, Italia, Malta, Portogallo, Svezia, Paesi Bassi e Benin a cui si aggiungono le seguenti autorità locali e regionali di Belgio (Regione di Bruxelles-Capitale, Fiandre, Vallonia), Austria (Stiria), Portogallo (Grande Porto), Grecia (Creta), Bosnia ed Erzegovina (Cantone di Sarajevo), Spagna (Catalogna, Asturie, Navarra, e la città di Valencia), Regno Unito (Scozia, Irlanda del Nord, le contee di Merseyside, Halton e Oxfordshire e le città di Londra, Belfast e Warrington), Islanda (Reykjavík) e Brasile (Minas Gerais). Altre azioni a livello di singola organizzazione sono state organizzate in Lussemburgo, Norvegia, Romania e Svizzera. Come nel 2011, anche questa edizione è caratterizzata da azioni comuni a livello europeo sulle medesime tematiche e con gli stessi obiettivi dell'edizione precedente.

### Edizione 2013[8]
L'edizione 2013 della SERR (16-24 novembre) ha interessato 23 Paesi europei ed extraeuropei. Andorra, Bulgaria, Finlandia, Francia, Germania, Ungheria, Italia, Lussemburgo, Malta, Svezia e Benin hanno preso parte all'iniziativa a livello nazionale. A questi si aggiungono le seguenti autorità locali e regionali di Austria (Stiria), Belgio (Regione di Bruxelles-Capitale, Vallonia), Portogallo (le città di Lisbona, Guarda, Braganza e Leiria e le Regioni di Vale do Sousa e di Norte Central), Spagna (Catalogna, Asturie, Navarra, Ibiza e Paesi Baschi e la città di Valencia), Regno Unito (Scozia, Irlanda del Nord, le contee di Merseyside, Halton e Oxfordshire e le città di Londra e Warrington), Bosnia ed Erzegovina (Cantone di Sarajevo), Islanda (Reykjavík) e Brasile (Minas Gerais). Altre azioni a livello di singola organizzazione e/o di singolo cittadino vengono organizzate in Grecia, Irlanda, Romania e Turchia. Questa edizione è stata quella che ha totalizzato il maggior numero di azioni per un totale di 12.682. Tali azioni, incentrate sul tema del riuso, si sono svolte per la maggior parte a livello locale e nazionale. Fra le azioni comuni a scala europea si ricorda la campagna “Reuse More, Throw Less” promossa dal network europeo RREUSE.

### Edizione 2014[14]
L'edizione 2014 della SERR (22-30 novembre) ha visto la partecipazione di 28 Paesi europei ed extraeuropei alcuni dei quali hanno aderito a livello nazionale, altri a livello regionale e/o locale e altri ancora attraverso le azioni di singoli cittadini e/o organizzazioni svoltesi senza un coordinamento nazionale. I Paesi a vario titolo coinvolti sono i seguenti: Austria, Belgio, Bulgaria, Danimarca, Finlandia, Francia, Germania, Grecia, Ungheria, Italia, Malta, Portogallo, Spagna, Svezia, Paesi Bassi, Regno Unito, Croazia, Irlanda, Lituania, Estonia, Andorra, Bosnia ed Erzegovina, Islanda (città di Reykjavík), Montenegro, Norvegia, Serbia e Repubblica Dominicana. Le azioni di questa edizione, incentrate sul tema della riduzione dello spreco di cibo, ammontano a 11.992, la maggior parte delle quali a carattere locale e nazionale. La campagna “Reuse More, Throw Less” si è confermata anche in questa edizione una delle principali fra le azioni comuni a livello europeo.

### Edizione 2015[15]
L'edizione 2015 della SERR (21-29 novembre) ha coinvolto 34 Paesi fra europei ed extraeuropei alcuni dei quali hanno aderito a livello nazionale, altri a livello regionale e/o locale e altri ancora attraverso le azioni di singoli cittadini e/o organizzazioni svoltesi senza un coordinamento nazionale. I Paesi che a vario titolo hanno partecipato sono Austria, Belgio, Bulgaria, Estonia, Finlandia, Francia, Germania, Grecia, Ungheria, Italia, Lituania, Malta, Portogallo, Slovenia, Spagna, Svezia, Paesi Bassi, Regno Unito, Andorra, Bosnia ed Erzegovina, Islanda (città di Reykjavík), Montenegro, Repubblica Ceca, Danimarca, Irlanda, Lituania, Lussemburgo, Polonia, Moldavia, Svizzera, Serbia, Repubblica Dominicana e Benin. Le azioni depositate nel corso di questa edizione sono state 12.035. Tali azioni hanno avuto per oggetto il tema della dematerializzazione, dove con questo termine s'intende la minimizzazione della quantità di materiale impiegato per fornire un servizio/prodotto o per soddisfare un bisogno.

## Comitato promotore
Il comitato promotore a livello europeo delle edizioni 2009-2012 della SERR era composto da ADEME (Agence de l’Environnement et de la Maîtrise de l’Energie), in qualità di coordinatore del Progetto LIFE+, ACR+ (Association of Cities and Regions for Recycling and sustainable Resource Management), che ha svolto il ruolo di segreteria tecnica, ARC (Agència de Residus de Catalunya), IBGE (Bruxelles Environnement) e LIPOR (the Intermunicipal Waste Management Service of Greater Porto) . A seguito di un’opera di riorganizzazione in vista della programmazione 2013-2016, il comitato promotore delle successive edizioni della SERR è stato così costituito: ACR+ (Association of Cities and Regions for Recycling and sustainable Resource Management) che sostituisce ADEME (Agence de l’Environnement et de la Maîtrise de l’Energie) nel ruolo di coordinatore del Programma LIFE+, ADEME (Agence de l’Environnement et de la Maîtrise de l’Energie), ARC (Agència de Residus de Catalunya), IBGE (Bruxelles Environnement), con AICA (Associazione Internazionale per la Comunicazione Ambientale) e NWMD (National Waste Management Directorate of Hungary) come nuovi membri .

## La SERR in Italia
Sin dall’edizione del 2009 si è insediato in Italia un comitato nazionale promotore della SERR. Come segno di coinvolgimento dei diversi portatori di interesse, il comitato riunisce i diversi livelli di rappresentanza: il Ministero dell’ambiente e della tutela del territorio e del mare alla guida del progetto, Legambiente in rappresentanza delle associazioni, Federambiente (Utilitalia dall’edizione 2015) per le imprese che gestiscono il ciclo dei rifiuti, la Città metropolitana di Roma Capitale, la Città metropolitana di Torino e Rifiuti 21 Network (Associazione Nazionale Comuni Italiani dall’edizione 2014) come enti territoriali. A questi si aggiungono, in qualità di partner tecnici, AICA (Associazione Internazionale per la Comunicazione Ambientale) che svolge il ruolo di coordinatore nazionale del progetto, ERICA Soc.Coop e Eco dalle Città. La SERR si svolge inoltre sotto l’Alto Patronato del Presidente della Repubblica, con i patrocini del Ministero dell'ambiente e della tutela del territorio e del mare, della Camera dei deputati, del Senato della Repubblica e della Commissione Nazionale Italiana UNESCO . Il numero di azioni registrate in Italia in occasione della SERR ha seguito nel corso delle diverse edizioni un trend sostanzialmente crescente: 420 azioni nel 2009, 585 nel 2010, 960 nel 2011, 5.261 nel 2012, 5.399 nel 2013, 5.643 nel 2014, 5.286 nel 2015. Dal 2012 l'Italia detiene il record di azioni a livello europeo .